# Joseph Taeymans
Joseph Jos Taeymans est un footballeur belge né le 27 janvier 1899 à Anvers et décédé le 14 juin 1971. 

## Biographie
Il a marqué 73 buts en 120 matchs au Berchem Sport, club qui évolue en Division 1 entre 1923 et 1933. Il est le meilleur buteur du Championnat de Belgique en 1925 avec 20 buts. Le 15 mars de la même année, il a joué un match international avec l'équipe de Belgique: une rencontre amicale perdue à Anvers, contre les Pays-Bas, 1 à 0.

## Palmarès
- Vice-champion de Belgique D2 en 1922 avec Berchem Sport

- Meilleur buteur de la Division d'Honneur 1924-1925